# David Parsons
David John „Skippy” Parsons (ur. 17 maja 1959 roku w Devonport) – australijski kierowca wyścigowy.

## Kariera
Parsons rozpoczął karierę w wyścigach samochodowych w 1982 roku. Startował głównie w wyścigach samochodów turystycznych w Australii: Australian Touring Car Championship, jednak zazwyczaj w wybranych rundach. Jedynym jego pełnym sezonem był sezon 1983, zajął wtedy 7. miejsce w klasyfikacji generalnej. Największym sukcesem Parsonsa jest zwycięstwo w prestiżowym wyścigu Bathurst 1000 w 1987 roku, gdzie startował w jednej załodze razem z Peterem Brockiem oraz Peterem McLeodem. Wygrał także w parze z Geoffem Brabhamem wyścig Sandown 500 w 1993 roku. Startował nieregularnie do 2000 roku.